# Flassans-sur-Issole
Flassans-sur-Issole é uma comuna francesa na região administrativa da Provença-Alpes-Costa Azul, no departamento de Var. Estende-se por uma área de 43,68 km². Em 2010 a comuna tinha 3 614 habitantes (densidade: 82,7 hab./km²).